# Alabama Song (chanson)
Pour les articles homonymes, voir Alabama Song.
Alabama Song, également connue sous les titres de Whisky Bar, Moon over Alabama ou encore Moon of Alabama, est la version anglaise d'une chanson écrite en allemand par Bertolt Brecht et traduite par Elisabeth Hauptmann en 1925. Elle est mise en musique par Kurt Weill pour le spectacle Le Petit Mahagonny en 1927, puis réutilisée dans l'opéra Grandeur et décadence de la ville de Mahagonny en 1930. Elle a été au répertoire des Doors et de David Bowie.

## Version originale
Bertolt Brecht écrit le poème en 1925 et Elisabeth Hauptmann le traduit en anglais. Il est publié dans le recueil poétique Hauspostille (de) (Sermons domestiques), allusion parodique aux sermons de Luther. La mise en musique originale (en annexe dans le recueil) est réalisée par Franz Servatius Bruinier (de). Kurt Weill remet en musique l'Alabama Song pour le Petit Mahagonny en 1927 et la chanson est réutilisée en 1930 pour l'opéra de Brecht et Weill  Grandeur et décadence de la ville de Mahagonny. Elle est chantée par Jenny et ses amies prostituées en quête d'un nouveau bar et d'un client.
Une des premières versions enregistrées de la chanson est celle de Lotte Lenya, épouse de Kurt Weill, en 1930.

## Version des Doors
Singles de The Doors
Break on Trought (to the Other Side)
(avril 1967) Light My Fire
(septembre 1967)
En 1967, on trouve une première version rock de cette chanson par le groupe The Doors dans son premier album The Doors. Cette version n'a pas eu de succès lors de sa parution, et ce premier album a même provoqué des critiques peu enthousiastes à sa sortie. C'est Light My Fire, présent sur le même album, qui est rapidement au hit parade et a révélé le groupe.
Par la suite, la reprise est devenue un grand classique du groupe et est utilisée dans de nombreux médias dont Le dernier pub avant la fin du monde.

## Version de David Bowie
Singles de David Bowie
John, I'm Only Dancing (Again)
(décembre 1979) Ashes to Ashes
(août 1980)

### Histoire
En 1978, David Bowie intègre Alabama Song à son répertoire de scène lors du Isolar II Tour. Le 2 juillet 1978, lendemain du dernier concert du segment européen, il se rend aux studios Good Earth de Londres avec son groupe de tournée pour l'enregistrer. Cette version de la chanson est éditée en 45 tours par RCA Records en février 1980, avec en face B une version acoustique de Space Oddity enregistrée en décembre 1979. Le single se classe no 23 des ventes au Royaume-Uni.
Cette chanson apparaît sur plusieurs compilations de Bowie : The Singles Collection (1993), The Platinum Collection (2005) et A New Career in a New Town (1977–1982) (2017). Des versions enregistrées pendant la tournée Isolar II figurent sur les albums Stage (réédition de 2005) et Welcome to the Blackout (Live London '78) (2018).

### Musiciens
- David Bowie : chant, guitare
- Adrian Belew : guitare solo
- Carlos Alomar : guitare rythmique
- George Murray : basse
- Dennis Davis : batterie
- Roger Powell : claviers
- Sean Mayes : piano
- Simon House : violon

## Autres versions
Alabama Song a également été chanté par :
- Will Holt (en) sur The Exciting Artistry of Will Holt (1959)[6]
- Catherine Sauvage en 1964, dans une adaptation française par Boris Vian[7]
- The Doors sur leur premier album (1967)
- Melina Mercouri en 1973
- Milva sur Milva canta Brecht en 1978
- Anna Prucnal sur son premier album en 1979
- Dalida sur Gigi in Paradisco (1980)
- Nina Simone sur Live at Ronnie Scott's (en) en 1984
- Les Naufragés sur Ça baigne en 1990
- Ute Lemper sur Ute Lemper Sings Kurt Weill (1991)
- The Young Gods sur Play Kurt Weill (1991)
- Marianne Faithfull sur 20th Century Blues (1996)
- Dee Dee Bridgewater sur This Is New (en) (2002)
- Marilyn Manson lors d'un concert à Berlin en 2003[8]
- Max Raabe sur Heute Nacht Oder Nie (Tonight or Never) (2007)
- le groupe Viza en 2012
- Dionysos en live en 2012[9]
- la Bretonne Nolwenn Korbell chantant Bertolt Brecht lors de son spectacle Cabaret Brecht (2013)
- Kate & Joe BB, le side-project de la chanteuse belge Karin Clercq en décembre 2014